# Moodle
Мудл (енгл. Moodle) је слободни софтвер за електронско учење, учење на даљину, који је уједно и систем за управљање курсевима односно систем за управљање учењем односно виртуелно окружење за учење.
Креатор Мудла је Мартин Дугијамас (енгл. Martin Dougiamas) из Аустралије.
Назив Мудл је скраћеница за Модуларно објектно оријентисано динамично окружење за учење (енгл. Modular Object-Oriented Dynamic Learning Environment).
Мудл пројекат се састоји од неколико различитих али повезаних потпројеката:
- Мудл софтвер
- Мудл управа - Аустралијска компанија која ради на развоју централног дела, језгра Мудл софтвера
- Мудл удружење - отворена друштвена мрежа од преко милион регистрованих корисника који размењују идеје, информације и пружају једни другима бесплатну подршку. Ово удружење обухвата и независне програмере који доприносе унапређивању Мудл софтвера.
- Мудл партнери - комерцијални део Мудл пројекта који обезбеђује финансијска средства кроз програм обуке и сертификације.

## Карактеристике
Мудл има функције карактеристичне за софтвер за електронско образовање уз неке иновације какав је систем за селекцију. Као систем за управљање учењем, може се користити за образовање, обуку и развој ученика или запослених.
Карактеристичне функције Мудл софтвера су:
- Додела задатака
- Форум
- Преузимање докумената (фајлова)
- Оцењивање
- Мудл инстант поруке
- Онлајн календар
- Онлајн вести и најаве (на нивоу школе и на нивоу курса - предмета)
- Онлајн квизови
- Вики
- Снимање страница као пдф документа

Програмери могу да проширују и додају функционалност Мудл софтверу користећи његову лиценцу слободног софтвера и модуларну структуру. Мудл је написан на PHP-у.

## Инсталирање
Мудл инсталација се може преузети са сајта удружења али је потребан виши ниво знања, ниво професионалног коришћења рачунара, какав обично имају програмери и систем администратори да би се софтвер инсталирао.

## Интероперабилност
Мудл се без модификација може инсталирати на већини оперативних система (Јуникс, Линукс, Windows, Mac OS) односно на свим оперативним системима који подржавају PHP и базе података. Подаци се налазе у једној бази података која се може поставити на MySQL, PostgreSQL, Оракл, Microsoft SQL Server.

## Мудл конференције
Мудлмут је општи назив за састанке Мудл удружења. Конференције се одржавају широм света а домаћин је обично универзитет или институција која користи Мудл или Мудл партнер. Реч мут (енгл. Moot) је стара енглеска реч за окупљање а до данашњих дана је сачувана употребом у књизи Господар прстенова.